# العدني (لودر)

تعديل مصدري - تعديل

العدني هي إحدى قرى عزلة زارة بمديرية لودر التابعة لمحافظة أبين، بلغ تعداد سكانها 282 نسمة حسب تعداد اليمن لعام 2004.